# Vår teater
Vår teater är en svensk teaterverksamhet för barn med ett antal scener runt om i Stockholm, grundad år 1942.

## Historik
Bibliotekarien Elsa Olenius började på 1930-talet en pionjärverksamhet med sagoläsning och enklare teaterlekar och pantomim för barn i Stockholms stadsbiblioteks filial vid Hornsgatan, en aktivitet som snabbt växte i popularitet med allt fler intresserade barn. Under 1941–1942 drev Ingmar Bergman i Medborgarhuset Sveriges första riktiga barnteaterverksamhet under namnet Sagoteatern, en barnavdelning till hans amatörteaterensemble för vuxna, Medborgarteatern. Då hans verksamhet där upphörde tog Elsa Olenius 1942 över lokalerna och startade en mer utvecklad barnteaterverksamhet för intresserade barn mellan 7 och 16 år med improvisationsövningar till musik, pantomimteater och andra utvecklande övningar. Efterhand skapade man riktiga föreställningar inför publik och småningom fick verksamheten namnet Vår teater. Bland andra Astrid Lindgren skrev teaterpjäser direkt för Vår teater.
Som en följd av de stora barnkullarna och den goda ekonomiska tillväxten beslöt Stockholms stadsfullmäktige att 1955 stödja barnavårdsnämndens förslag att låta Vår teater skapa fler fasta barnteatrar runt om i staden, inledningsvis i Årsta, Gröndal och Hägersten. Man skapade även en teaterledarkurs i Olenius regi och hösten 1958 blev Olenius Sveriges första barnteaterkonsulent och efterhand chef för en Storstockholms "teaterbyrå". År 1969 fanns 10 olika Vår teater-scener och år 1992 fanns 14 fasta scener samt ett 40-tal ytterligare grupper i Storstockholm. År 1996 slogs Vår teater samman med Stockholms kommunala musikskola och blev tillsammans Kulturskolan Stockholm. Till år 2010 hade omkring 150 000 barn deltagit i Vår teaters verksamheter, däribland många sedermera välkända teater- och kulturpersoner.

## Vänförening
År 1988 bildades Vår teaters vänförening, Elsa Olenius-sällskapet, som intresseförvaltning och ekonomiskt bistånd med anknytning till Vår teater, och även som utdelare av det årliga pingvinpriset till en person eller en verksamhet som på ett eller annat sätt stått för extraordinära arbetsinsatser inom barn- och ungdomskulturområdet.